# Het koninkrijk der kikkeren is nabij
Het koninkrijk der kikkeren is nabij is een bundel met dertien sciencefiction-verhalen uit 1971 van de Nederlandse schrijver Ef Leonard (pseudoniem van Frans Hummelman). De verhalenbundel verscheen als nummer 1427 in de goedkope en populaire Zwarte Beertjes-pocketreeks van uitgeverij Bruna. Nadat de eerste druk was uitverkocht, verscheen een tweede druk in de inmiddels opgezette pocketreeks Bruna science fiction. 
De verhalenbundel, Hummelmans debuut, werd nauwelijks opgemerkt. Alleen een recensent van de Leeuwarder Courant wijdde een welwillende bespreking aan het boek. Sommige verhalen (bijvoorbeeld Leve de Chinezen) werden geprezen en slechts één verhaal (Een tweezaam bestaan) had volgens de recensent beter niet gebundeld kunnen worden.

## Inhoud
- Weet iemand waar de rijst is?
- Leve de Chinezen
- Landing
- Het gif van het verleden
- Ik denk de toekomst maar dacht ik
- Cerebro, verboden toegang
- All-in tour 19..
- Lieve Tom, lieve Dave
- De twee gekken
- De groene pil
- Een tweezaam bestaan
- De beantwoorde verwachting
- Het koninkrijk der kikkeren is nabij